# Den store recession
Denne artikel handler om den globale realøkonomiske krise i kølvandet på finanskrisen 2007-2009. For begivenhederne specifikt i Danmark, se Den økonomiske krise i Danmark i 2008.
Den store recession er det ofte anvendte navn for den globale økonomiske krise, der fandt sted ved slutningen af det første årti i det 21. århundrede. I 2008-09 var der en kraftig lavkonjunktur i mange af verdens lande, hvoraf mange direkte oplevede en recession, dvs. en periode med faldende økonomisk aktivitet (til forskel fra blot en stagnerende eller lavvækstsituation).

## Overblik
Baggrunden for den globale recession var den store finanskrise, der tog fart i USA i løbet af 2007 og siden spredte sig til de finansielle markeder verden over. Denne havde selv sit udspring på det amerikanske marked for subprime-lån.
Fra den finansielle sektor spredte krisen sig til den samlede samfundsøkonomi (realøkonomien). Sammenbruddet på de finansielle markeder gjorde det svært at finansiere investeringer og boligkøb. Samtidig spredte en generel økonomisk pessimisme sig og fik yderligere privat forbrug og investeringer til at falde. Selvom myndighederne reagerede med pengepolitiske og i varierende omfang også finanspolitiske lempelser, har det taget lang tid at komme sig efter recessionen. Særlig i Europa har genopretningen været langsom, og i en del lande er aktivitetsniveauet stadig lavere end umiddelbart før krisens udbrud.

## Recessionens varighed
Det nøjagtige tidsrum for og størrelse af recessionen er omstridt og skifter fra land til land. Ifølge Den Internationale Valutafond (IMF) var det den værste globale recession siden anden verdenskrig. Ifølge det amerikanske institut National Bureau of Economic Research (som står for den officielle datering af amerikanske konjunkturcykler) begyndte den amerikanske recession i december 2007 og endte i juni 2009. Den varede således 18 måneder. Startende I USA omtales perioden derfor som Den store recession, analogt til udtrykket den store depression om den økonomiske krise i 1930'erne og Den store moderation om den længerevarende periode fra omkring midt i 1980'erne indtil den store recession, der var præget af relativ økonomisk stabilitet.
IMF's kriterier for en global recession er "en nedgang i det årlige reale globale købekraftskorrigerede BNP per capita". Dette kriterium blev opfyldt i kalenderåret 2009. Det var dermed den fjerde recession på globalt niveau målt over et kalenderår siden anden verdenskrig. De foregående tre var i 1975, 1982 og 1991.
Målt på sæsonkorrigerede kvartalstal for BNP var der ifølge OECD nedgang i bruttonationalproduktet i G20-landene, der står for 85 % af verdens BNP, i de tre kvartaler fra 3. kvartal 2008 til og med 1. kvartal 2009. Denne tidsperiode markerer således mere præcist, i hvilket tidsrum der var tale om en egentlig recession på globalt niveau.

## Baggrund: Finanskrisen i USA
Årene, der førte op til krisen, var karakteriseret af kraftige stigninger i råvare-, aktie- og boligpriser og et tilhørende boom i efterspørgslen. Problemer i det amerikanske skyggebanksystem og fremkomsten af svært gennemskuelige værdipapirer med sikkerhed i amerikanske boliger førte til stigende problemer i den finansielle sektor, da boligpriserne i USA faldt kraftigt i 2006. Krisen spredte sig efterhånden i den finansielle sektor og blev dramatisk forøget, da USA's fjerdestørste investeringsbank Lehman Brothers 15. september 2008 blev erklæret konkurs. Konkursen skabte panik internationalt, og interbanklånemarkedet frøs omtrent til is. En række store og veletablerede investeringsbanker og forretningsbanker i USA og Europa fik store tab. Flere gik fallit, og andre blev kun reddet som følge af betydelig økonomisk assistance fra deres respektive regeringer.

## Fra finanskrise til realøkonomisk krise
Krisen spredte sig derpå hurtigt fra den finansielle sektor til realøkonomien. Der kom et stort fald i den internationale samhandel, stigende arbejdsløshed og offentlig gæld og faldende råvarepriser. Situationen opfattes ofte som den største nedgang i verdensøkonomien siden 1930'ernes depression.
Regeringer og centralbanker verden over reagerede med ekspansiv finanspolitik og pengepolitik for at stimulere de hjemlige økonomier. Samtidig blev der taget initiativ til at formindske risikoen i de finansielle systemer. Krisen har fornyet interessen i den økonomiske forskning om, hvordan man forebygger økonomiske kriser fremover. Det gælder bl.a. keynesianske teorier.

## Krisens efterdønninger
Ifølge formanden for Rangvid-udvalget, professor Jesper Rangvid fra CBS, er det karakteristisk for genopretningen af den globale økonomi i årene efter krisen, at det ikke er de traditionelt toneangivende vestlige landes økonomier, men derimod højvækstlandene i bl.a. Asien, der har trukket verden ud af krisen igen. Forløbet illustrerer derfor også den stigende globaliserings rolle. I de rige vestlige lande har genopretningen været ret svag. Når nedturen blev så voldsom og genopretningen i Vesten relativt svag, skyldes det især fire faktorer:
- Når krisen er usædvanlig synkron på tværs af lande i hele verden, forstærker det nedturen
- Økonomiske kriser, der følger finanskriser, er generelt dybere og længerevarende end andre økonomiske kriser, fordi faldet i befolkningens formue som følge af lavere aktie- og huspriser fører til et lavere forbrug, og fordi kreditgivningen fungerer dårligere
- Perioden efter 2009 har været præget af et usædvanligt stort usikkerhedsniveau. Det har fået både forbrugere og virksomheder til at være tilbageholdende og medfører svagere efterspørgsel i økonomien
- Finans- og pengepolitikken har ikke i tilstrækkelig grad været koordineret. Pengepolitikken har været historisk ekspansiv med renteniveauer på tæt ved 0 %. i lange perioder; men finanspolitikken har været præget af skiftende fokus. I begyndelsen af krisen var den lige så ekspansiv som efter tidligere globale recessioner, men fra 2010 blev den mindre ekspansiv, bl.a. på grund af stigende gældsbyrder og renteniveauer i nogle lande, og derfor har den ikke understøttet genopretningen i samme grad.[12]

## Eurozonekrisen
Især i eurolandene blev genopretningen svag - så meget, så man ofte omtaler udviklingen her fra ca. 2010 og frem som en særlig eurozonekrise, der ikke havde noget modstykke i andre lande. Ifølge en række fremtrædende økonomer skyldtes dette den særlige opbygning af finansielle ubalancer, der var foregået i euroområdet i form af store kapitalbevægelser mellem de forskellige eurolande i årene inden krisen. Da de finansielle markeder frøs til som følge af den globale finanskrise, satte det en øjeblikkelig stopper for långivningen med det resultat, at der opstod store rentespænd i debitorlandene, dvs. lande med et betalingsbalanceunderskud. Disse problemer førte til lavere vækst og dermed følgende større underskud på de offentlige saldi, hvilket efterhånden førte til en statsgældskrise i flere lande, først og fremmest Grækenland. Medlemskabet af eurozonen forværrede på flere måder krisen for landene, bl.a. fordi de ikke kunne bruge den fleksibilitet, der ligger i muligheden for selvstændig pengepolitik og valutakursjusteringer, som middel til at løse krisen.

## Danmark
Også Danmark blev alvorligt ramt af krisen med kraftige fald på aktiemarkedet og boligmarkedet, flere bankkrak og konkurser og en stærkt stigende arbejdsløshed. Fra et niveau for bruttoledigheden på 2,6 % i 2008 steg den til 6,1 % i 2010. Også i Danmark lempede man finanspolitikken i 2008-09, men skiftede bagefter kurs med en mere kontraktiv politik, bl.a. ved den såkaldte "genopretningspakke" i 2010. I Danmark har efterdønningerne efter krisen som i andre europæiske lande været langvarig, og i 2015 forventes det stadig, at der vil gå nogle år, inden beskæftigelsen igen når op på sit strukturelle niveau, og man derved kan siges at være helt ovre krisens eftervirkninger.
En række danske bankpakker i årene 2008-12 har medvirket til at genoprette roen på de hjemlige finansielle markeder.